# Helen Vendler
Helen Hennessy Vendler, född 30 april 1933 i Boston, Massachusetts, död 23 april 2024 i Laguna Nigel, Kalifornien, var en amerikansk litteraturkritiker och professor vid Harvard University. Hon har bland annat skrivit böcker om Emily Dickinson, W. B. Yeats, Wallace Stevens, John Keats och Seamus Heaney.